# Race of Champions 1995
Race of Champions 1995 kördes på Kanarieöarna 1995.
- Plats:  Kanarieöarna
- Datum: 1995
- Segrare:  François Delecour